# Trivago
trivago ist eine Hotel-Metasuche im Internet. Dort können die Preise von Hotels, Hostels oder „Bed and Breakfast“-Unterkünften verglichen werden. Die Website durchsucht nach eigenen Angaben Preise von mehr als einer Million Hotels weltweit aus über 250 Buchungsseiten (z. B. Expedia oder Booking.com). Das Unternehmen erwirtschaftet seine Gewinne mit einem Pay-per-Click-Modell und war die erste Hotel-Metasuchmaschine in Deutschland. Trivago gehört als Tochtergesellschaft zu Expedia.

## Geschichte

Entwicklung von Umsatz und Jahresüberschuss der trivago GmbH für die Jahre 2005 bis 2016

Entwicklung von Umsatz und Jahresüberschuss der trivago N.V. für die Jahre 2014 bis 2024

Das Unternehmen wurde von Rolf Schrömgens, Stephan Stubner und Peter Vinnemeier, Absolventen der Business School HHL Leipzig Graduate School of Management, im Juni 2005 in Düsseldorf-Flingern gegründet. Die Gründer hatten in den Jahren zuvor gemeinsam bereits andere Gründungsideen verfolgt und Erfahrungen gesammelt, u. a. beim Aufbau einer Online-Plattform, Eratix.de, auf der Nutzer Produkte bewerten und dafür entlohnt werden sollten. Nachdem diese Anläufe aufgrund verschiedener Herausforderungen eingestellt worden waren, gründete die Gruppe das Unternehmen mit dem Fantasienamen Trivago und dem Ziel eine deutsche Variante des erfolgreichen US-Unternehmens Tripadvisor aufzubauen. Statt große Mengen Kapitals von externen Investoren einzusammeln, fokussierten die Gründer sich auf kleine Beträge von anderen Gründern. Zu den frühen Unterstützern gehörten so, neben verschiedenen Personen aus der Start-up Szene des Rheinlandes, u. a. auch die Samwer-Brüder.
Ein Jahr später stieg Stubner aus, dessen Position durch Malte Siewert besetzt wurde. Ab 2007 begann das deutsche Unternehmen in Europa zu expandieren. Wie auf anderen Plattformen bereits als Geschäftsmodell etabliert worden war, konnten Mitglieder bei Trivago selbst Inhalte beitragen und die Plattform mit Bewertungen, Bildern und Informationen gestalten. Im Frühjahr 2008 verbrachten nach Angaben des Unternehmens so bereits 55.000 Mitglieder jeden Monat ca. 20.000 Stunden auf Trivago und hatten 50.000 Reiseziele mit mehr als 1,5 Millionen Fotos und Hintergrundinformationen ausgestattet. Auch 150.000 Hotelbewertungen und eine erste Version eines Hotelpreisvergleiches von mehr als 250.000 Häusern weltweit stand zur Verfügung. Im Herbst 2008 entschied das Gründungsteam, den Schwerpunkt ausschließlich auf die Hotelsuche zu legen, die der Fokus des Unternehmens ist, und begann alle Geschäftsaktivitäten und die Website entsprechend schrittweise umzustellen.
Nach der Expansion in Europa folgten 2009 Nord- und Südamerika. 2013 war das Unternehmen schließlich auch auf dem asiatisch-pazifischen Markt vertreten. Das Unternehmen bietet mehr als fünfzig Länderplattformen an. Im Sommer 2016 wurde das Management-Team um den HHL-Absolventen Axel Hefer erweitert, der als CFO mit dem Börsengang betraut wurde.
Im Dezember 2012 gab Expedia den Kauf der Mehrheit an trivago (61,6 Prozent der Anteile für 477 Millionen Euro) bekannt. Basierend auf dem vereinbarten Übernahmepreis errechnet sich somit eine Bewertung von 774 Millionen Euro für das gesamte Unternehmen.
Im November 2016 kündigte das Unternehmen den Börsengang an der US-amerikanischen Technologiebörse NASDAQ an. Zu diesem Zeitpunkt hat das Unternehmen mit über 1.000 Mitarbeitern in den ersten neun Monaten des Geschäftsjahres 435 Millionen USD Umsatz gemacht. Erste Einschätzungen zur Bewertung liegen im Bereich 5 Milliarden USD. Die börsennotierte Muttergesellschaft firmiert als trivago N.V.
Als Folge der COVID-19-Pandemie war trivago gezwungen, massiv Stellen abzubauen. Im März 2020 wurde ein Einbruch des Umsatzes von 95 % im Vergleich zum Vorjahr verzeichnet.

## Unternehmen

### Leitung
Johannes Thomas leitet seit 2023 Trivago als Geschäftsführer. Seit April 2024 übernimmt Robin Harries die Position des CFO.

### Standort
2016 kündigte Trivago den Neubau des trivago-Campus in Düsseldorf an. Dieser wurde im Juni 2018 fertiggestellt und bildet die globale Unternehmenszentrale. An der Ausgestaltung des sechsstöckigen Gebäudes wirkten unter anderem die eigenen Mitarbeiter mit.

### Mitarbeiter

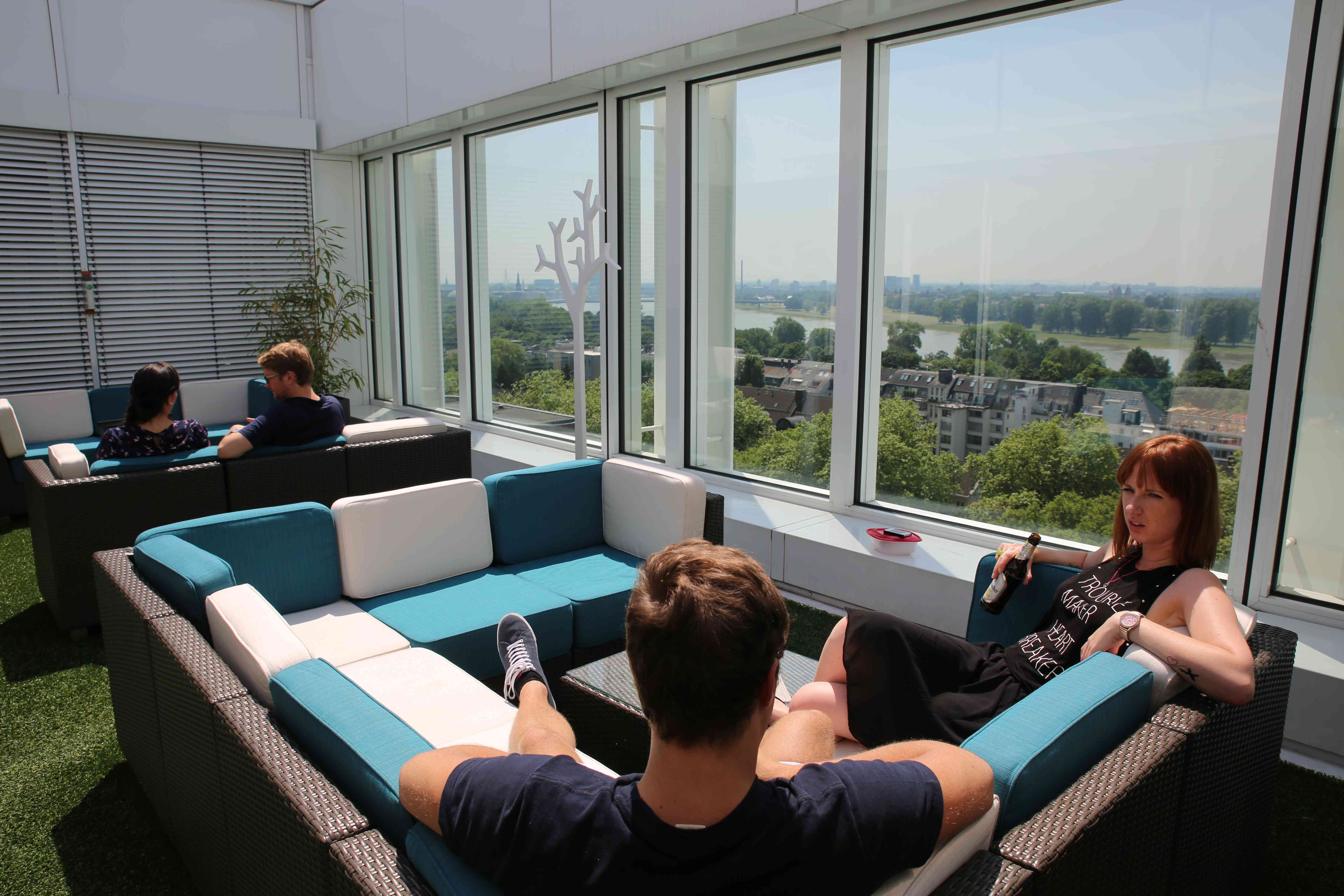
Mitarbeiter im Bürohaus von Trivago in Düsseldorf-Golzheim, 2013

Geschäftssprache bei Trivago ist Englisch. Über die Arbeitskultur des Unternehmens, die sich durch flache Hierarchien und barrierefreie Kommunikation auszeichne, wurde zu verschiedenen Zeiten berichtet. 2016 arbeiteten rund 1000 Menschen aus mehr als 60 Nationen bei Trivago. Das Unternehmen erhielt zu dieser Zeit rund 50.000 Bewerbungen pro Jahr. 2018 beschäftigte Trivago mehr als 800 Menschen aus mehr als 80 Nationen.

### Website
Die Website von Trivago wurde ursprünglich durch eine Community mitgestaltet. Es wurden Länder kategorisiert und Hotels sowie Ausflugsziele angelegt. Ergänzt wurden gesammelte Geo-Daten, Webtipps, Bilder und Testberichte. So genannte Community-Administratoren hatten auf jeder Länderseite feste Aufgaben. Dazu zählen die Kontrolle der eingestellten Bewertungen auf Echtheit und die Überwachung des Einspielens neuer Hotelpartner für die Metasuche. Direkte Bewertungen wurden ab Herbst 2008, im Rahmen einer Umgestaltung des Geschäftsmodells von Trivago, schrittweise eingestellt und das Community-Prinzip zugunsten freier Mitarbeiter aufgegeben.

## Sponsoring
trivago war von Juli 2017 bis Ende Juni 2018 Hauptsponsor des Fußballvereines VfL Bochum.